# Handel mit Wildtieren
Der Handel mit Wildtieren umfasst den legalen und illegalen Handel mit Wildtieren und Produkten die aus ihnen erzeugt werden. Bei den Produkten ist zwischen solchen zu unterscheiden, die den Tod des Tieres bedeuten und solchen, bei denen dies nicht der Fall ist. Der Handel mit Wildtieren kann für den Artenschutz positive und negative Auswirkungen haben. In sehr vielen Ländern wird der Wildtierhandel durch nationale Gesetze zum Schutz von bedrohten Tierarten geregelt. International wird er durch das Washingtoner Artenschutzübereinkommen geregelt.

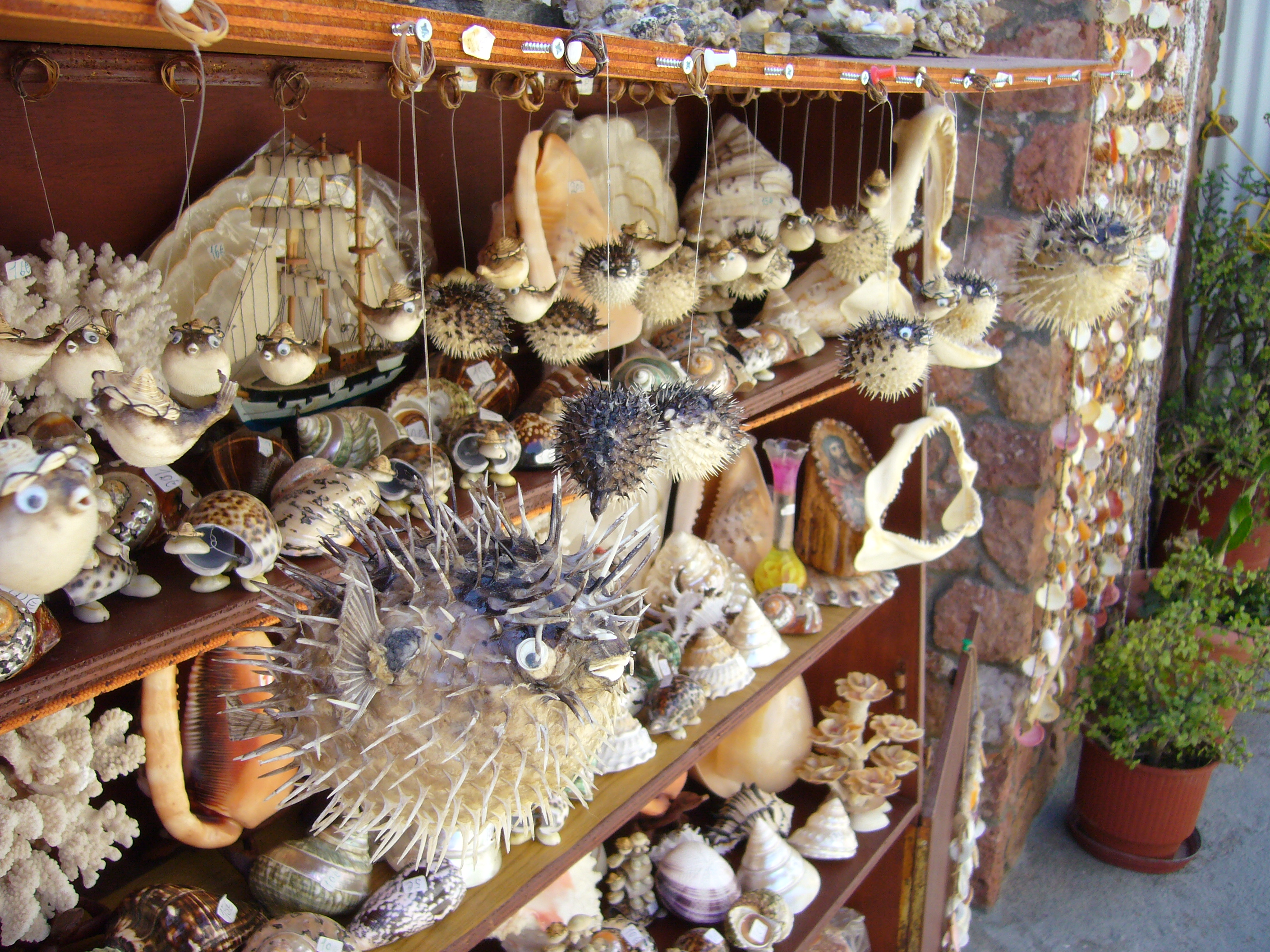
Muscheln, Korallen, Kiefer von Haifischen und getrocknete Kugelfische werden in Griechenland angeboten.

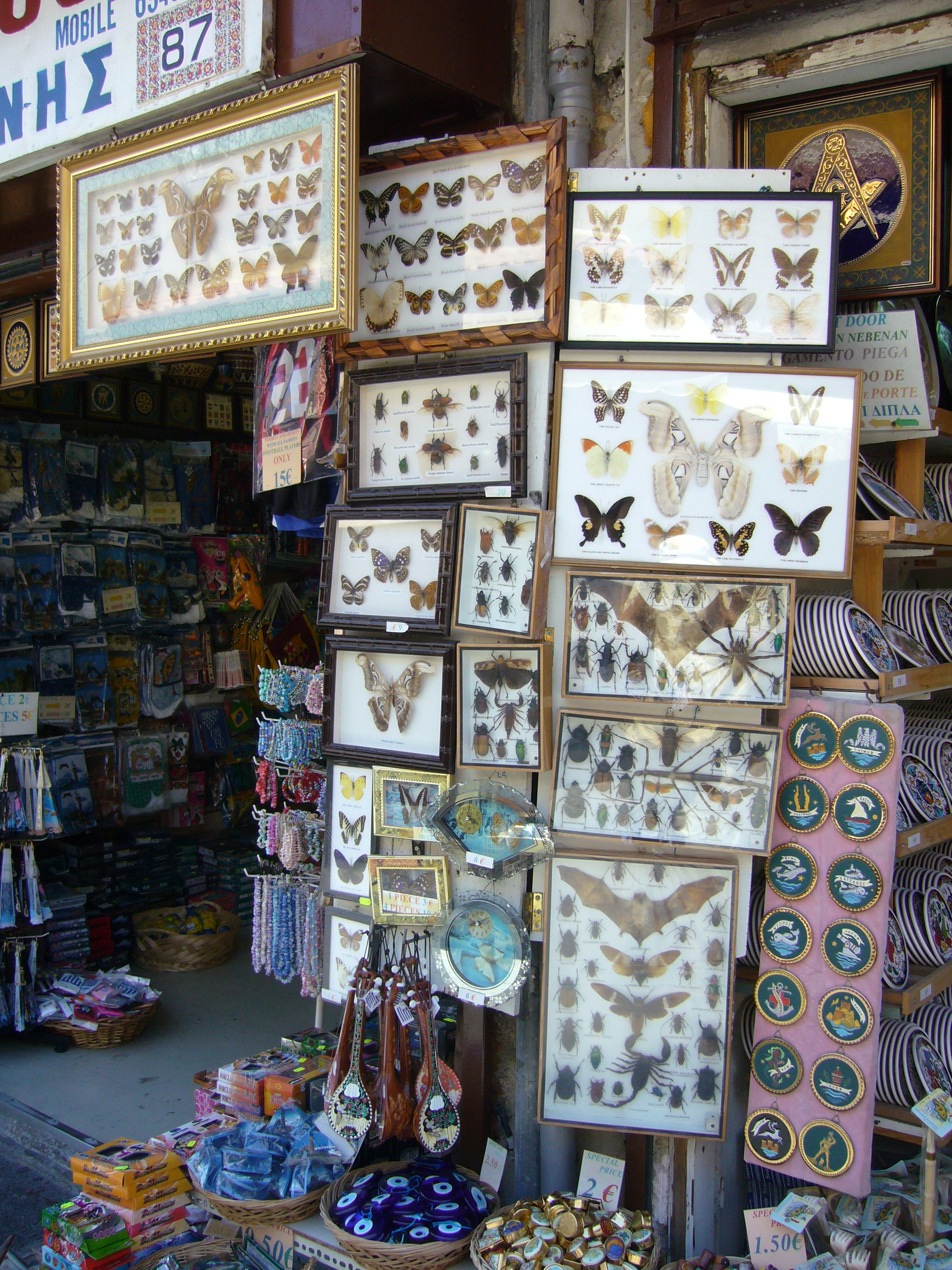
Schmetterlinge, Nachtfalter, Käfer, Fledermäuse und Spinnen werden als Souvenir in Rhodos angeboten.

## Legaler Handel
Im Washingtoner Artenschutzübereinkommen sind, in drei unterschiedlichen Anhängen, ca. 5.600 Tiere gelistet. Der Handel mit diesen Tieren und deren Produkten, ist, je nach Anhang und Umständen, kommerziell verboten oder genehmigungspflichtig. Die entsprechenden Genehmigungen für Einfuhr, Ausfuhr und Wiederausfuhr werden von den zuständigen nationalen Behörden ausgestellt. Das UNEP World Conservation Monitoring Centre führt im Auftrag des Sekretariats des Washingtoner Artenschutzübereinkommens eine Datenbank, in der Handel mit den gelisteten Arten gespeichert wird; so wie er von den Mitgliedsstaaten gemeldet.
| Taxon                       | Lebend, gesamt | Lebend, Handelscode: Wildnis |
| --------------------------- | -------------- | ---------------------------- |
| Säugetiere                  | ca. 15.000     | ca. 500                      |
| Vögel                       | ca. 230.000    | ca. 125.000                  |
| Reptilien                   | ca. 1.000.000  | ca. 150.000                  |
| Amphibien                   | ca. 35.000     | ca. 7.500                    |
| Fische                      | ca. 230.000    | ca. 40.000                   |
| Invertebraten ohne Korallen | ca. 375.000    | ca. 25.000                   |
| Korallen                    | ca. 1.250.000  | ca. 1.000.000                |

Abseits lebender Individuen werden vor allem Häute (Säugetiere, Reptilien) und Fleisch international gehandelt. Im Zeitraum 2009 bis 2013 sind die wichtigsten Importregionen für lebende Individuen USA, China, die Europäische Union und Süd-Ost Asien. Dies ist nur bei den Vögeln anders, wo die wichtigsten Importeure Mexiko und die Vereinigten Arabischen Emirate sind.
Für den internationalen Handel mit nicht in CITES gelisteten Wildtieren liegen keine exakten Daten vor. Dieser Handel kann allerdings durch nationale Bestimmungen reguliert sein. In vielen Ländern ist die Nahrungsmittel- oder Kleidungsproduktion aus Wildtieren durch Jagd- und Fischereigesetze geregelt und an den Besitz entsprechender Lizenzen gebunden. Abgesehen von Zoll- und Quarantänebestimmungen unterliegt der Handel dann häufig keiner weiteren Genehmigungspflicht. In der weltweiten Fischerei wurden 2006 92 Millionen Tonnen Fischereierzeugnisse gefangen, wobei 81,9 Millionen Tonnen auf den Fang in Meeren entfallen und der Rest auf den Fang in Flüssen und Seen.

## Illegaler Handel

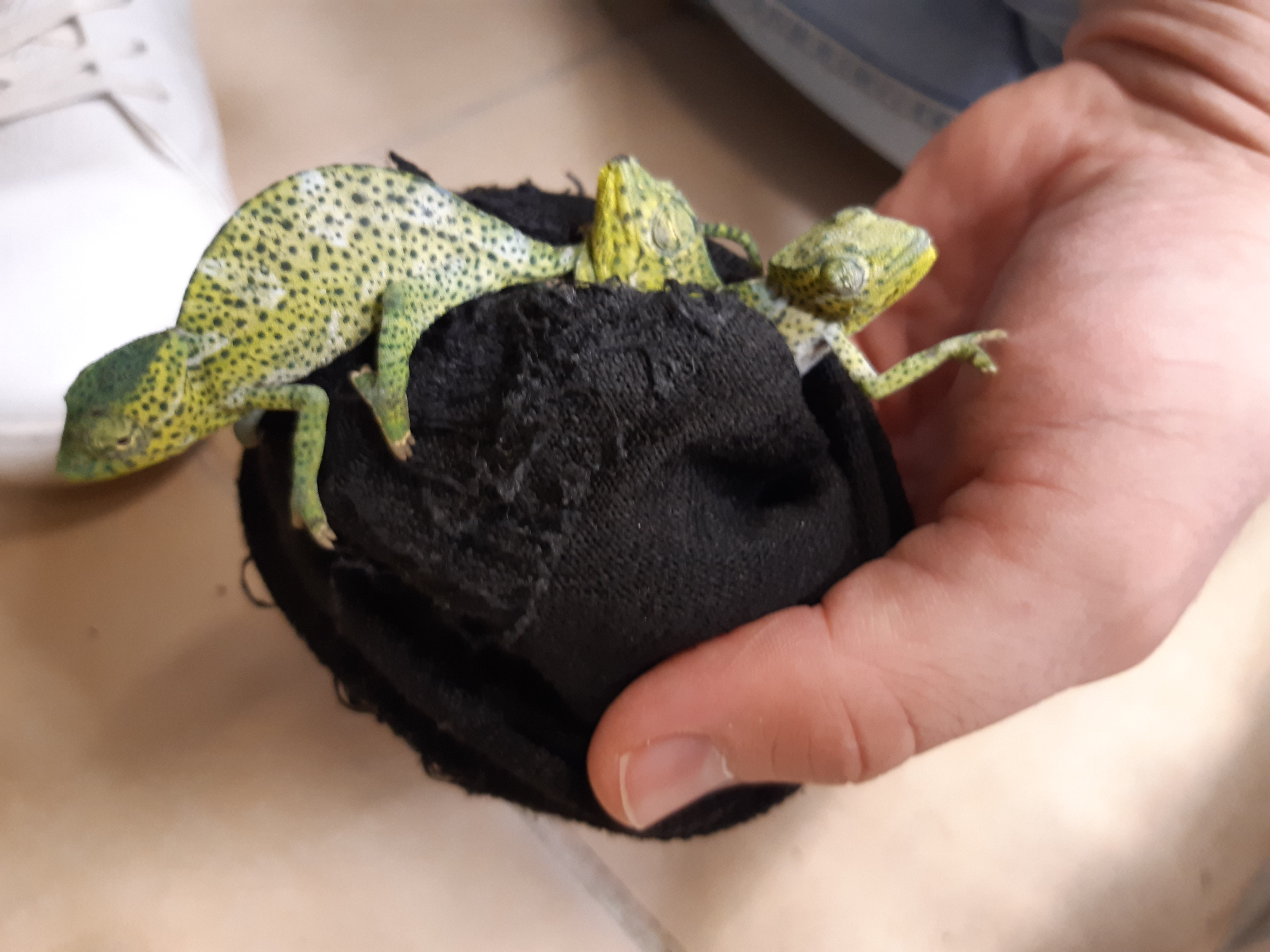
Auf einem Flughafen beschlagnahmte Chamäleons

Der illegale Handel mit Wildtieren ist ein Problem und kann eine ernsthafte Bedrohung für bedrohte und gefährdete Tierarten darstellen. Illegaler und verbotener Handel mit Wildtieren schließt als Haustiere gehaltene Tiere, Jagdtrophäen, Modeartikel, Kunstgegenstände, Inhaltsstoffe für traditionelle Medizin und Fleisch von wildlebenden Tieren für den menschlichen Verzehr ein. Ein illegaler Handel mit Wildtieren liegt vor, wenn die Einfuhr gegen das Washingtoner Artenschutzübereinkommen, gegen nationale Gesetze zur Quarantäne als auch gegen andere Gesetze, die den Handel mit bestimmten Tieren oder Produkten regeln (z. B. bei Schlangenschnaps), verstößt. Die Beziehungen zwischen Wohlstand, Armut und Beteiligung am Handel mit Wildtieren sind komplex: die am Handel beteiligten Menschen sind nicht unbedingt arm, und die Armen, die beteiligt sind, streichen nicht den Großteil des Geldwertes des Handels ein. Im Jahr 2014 wurde veranschlagt, dass der illegale Artenhandel (Pflanzen und Tiere) jährlich zwischen 7 Milliarden US$ und 23 Milliarden US$ umsetzt. Damit zählt der illegale Handel mit Wildtieren zu den fünf weltweit einträglichsten rechtswidrigen Wirtschaftssystemen.

### Europäische Union
Die Europäische Union ist nach Angaben von Europol einer der wichtigsten Märkte für illegal gehandelte Arten sowohl als Herkunftsort als auch als Absatzmarkt. Für den Haustiermarkt ist die Europäische Union ein wichtiger Absatzmarkt im illegalen Handel. Für seltene Vögel, Korallen und Schildkröten ist die Europäische Union ein wichtiger Herkunftsort, dazu kommt gestohlenes Rhinozeros-Horn, das vor allem nach China geschmuggelt wird. Laut Europol ist die Nachfrage in der EU, trotz der derzeitigen Krise, noch immer deutlich höher als das verfügbare Angebot. Inzwischen ist auch ein lukrativer illegaler Handel mit Glasaalen von Europa nach Asien entstanden.

### Asien
Ein erheblicher Teil des internationalen illegalen Handels mit Wildtieren findet in Asien statt, wo der Bedarf an bestimmten Tierteilen zur Anwendung in traditioneller asiatischer Medizin, zum menschlichen Verzehr und als Symbol von Wohlstand die Nachfrage bestimmt. In Südostasien nimmt die Nachfrage tendenziell zu, zum Teil aufgrund des Wirtschaftsbooms in der Region und des damit einhergehenden Wohlstands. Südostasien ist aber auch Herkunft von Produkten, die aus Wildtieren hergestellt werden.

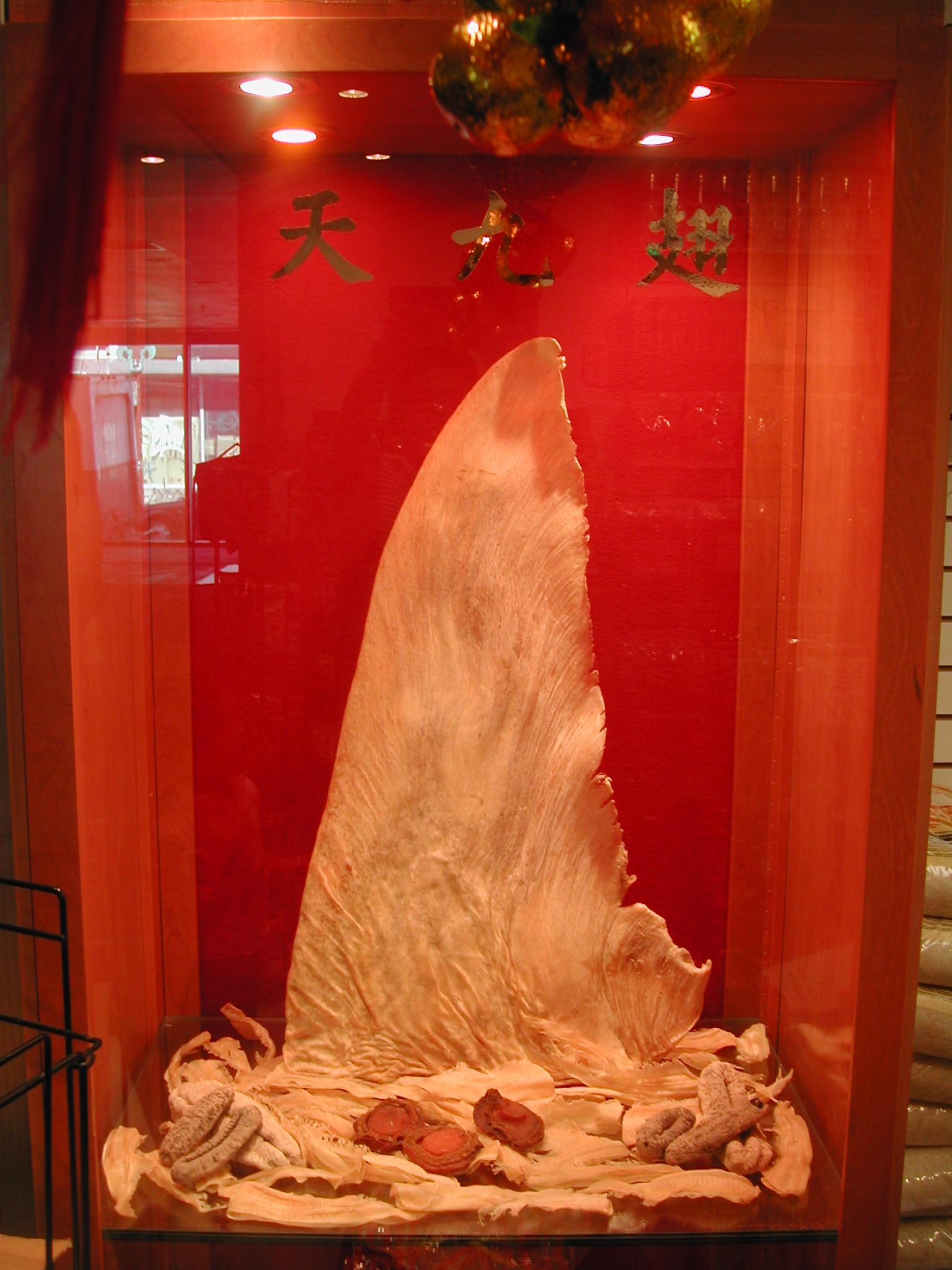
Flosse eines Haifischs zum Verkauf in Hongkong

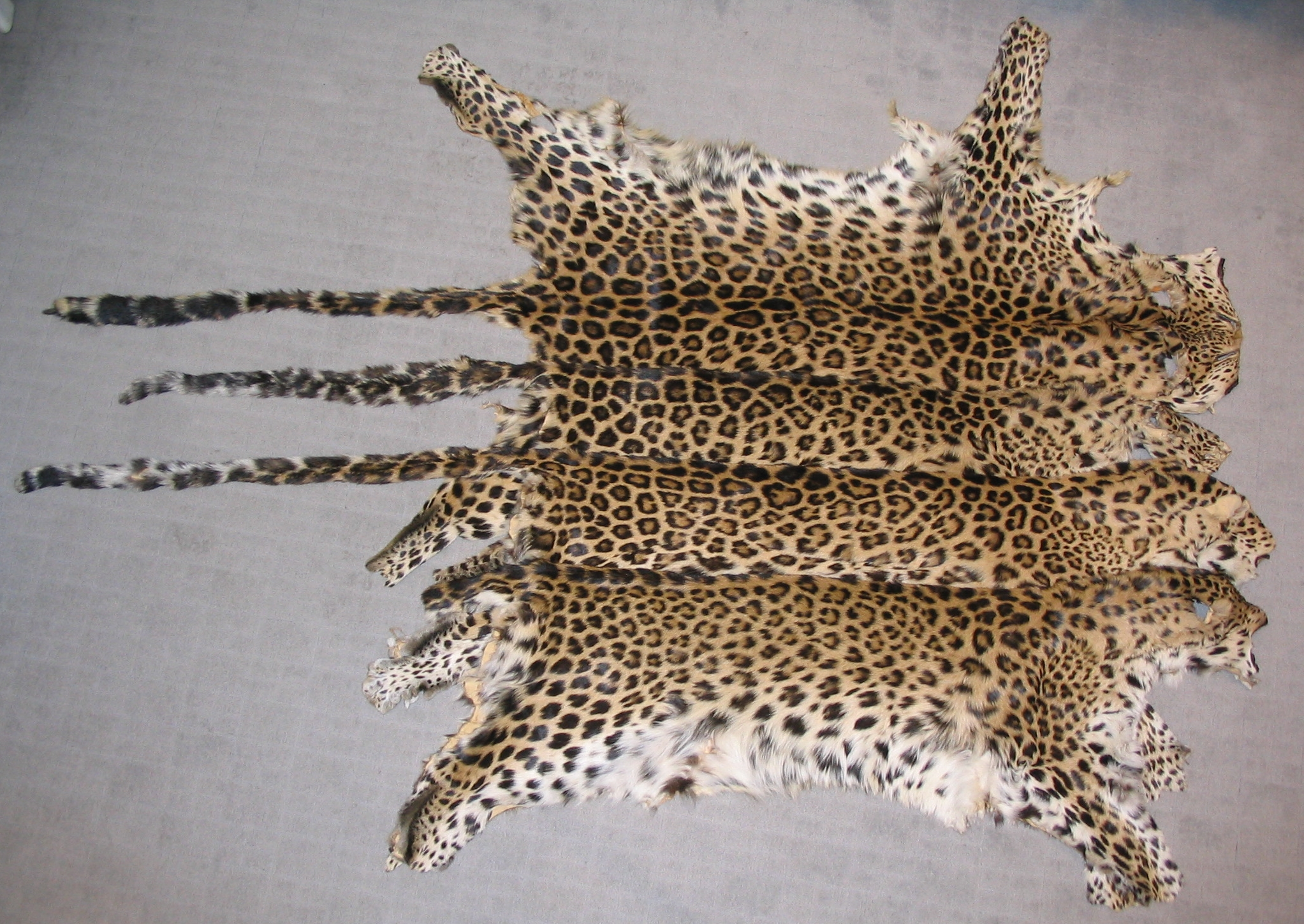
Felle von Leoparden

China ist ein wichtiger Absatzmarkt des illegalen Handels für Schildkröten, Elfenbein, Tigerprodukten, Schuppentieren und vielen anderen Arten. Indien und Nepal sind Ursprung und Transit für den Handel mit Körperteilen von Tigern, Nashörnern, Leoparden, Schneeleoparden, Ottern und Moschustieren, die in Traditioneller Chinesischer Medizin und als Dekoration verwendet werden. Die Händler benutzen Landstrecken über Sikkim, Ladakh und Tibet, da Grenzen durchlässig und Zollabfertigungen nachlässig sind.
In Thailand ist der Chatuchak-Markt in Bangkok ein wichtiger Umschlagsplatz für den Verkauf von Süßwasserschildkröten und Landschildkröten als Haustiere. Der größte Teil der Arten illegalen Ursprungs, die in den Jahren 2006 und 2007 im Rahmen von Untersuchungen beobachtet oder in den letzten Jahren konfisziert worden sind, waren nicht in Thailand heimisch, sondern kamen aus Indonesien, Indochina, Madagaskar, Kongo, Uganda, Kasachstan, Libanon, Barbados und Venezuela.
In Vietnam wurden von 1996 bis März 2007 181.670 Individuen beschlagnahmt und 14.758 Fälle nachgewiesen und strafrechtlich verfolgt, bei denen es um die Jagd nach und Verstöße gegen den Handel mit Wildtieren ging. Die Ausdehnung von Märkten und Erhöhung von Preisen haben erheblich zur Entwicklung des Handels mit Wildtieren beigetragen, der der wichtigste Faktor für den deutlichen Rückgang von Populationen einiger Arten ist, wie Elefanten, Schuppentieren (der Untergattung Manis), Amphibien, Reptilien, Orchideen und Adlerholz.

### Amerika
Die USA sind ebenfalls ein wichtiger Importeur von Wildtieren, bzw. deren Produkten, und ein großer illegaler Markt mit Wildtieren als Haustiere. Von 2001 bis 2005 wurden mehr als 11.000 Exemplare, d. h. lebende Tiere und aus Wildtieren hergestellte Produkte von Vögeln, Reptilien, Meeresschildkröten, Korallen und Säugetieren in Lieferungen beschlagnahmt, die aus Costa Rica, El Salvador, Guatemala, Honduras, Nicaragua und der Dominikanischen Republik kamen. Tiere aus dem Regenwald des Amazonas werden auf demselben Weg in die USA geschmuggelt wie Drogen.

## Wildtierhandel und Artenschutz
Wildtierhandel kann ein Problem für den Artenschutz sein, dies gilt insbesondere für den illegalen Handel und wenn Arten für ein kleines Gebiet endemisch sind bzw. die Populationen klein sind. Ein Beispiel dafür ist der Zagros-Molch (Neurergus kaiseri), der mittlerweile auf Anhang A des Washingtoner Artenschutzübereinkommens gelistet ist. Aber auch weiter verbreitete Arten können, z. B. durch Jagd, bedroht sein, wie Gazella saudiya die 2008 für ausgestorben erklärt wurde.
Der Handel mit Wildtieren kann, bei einer nachhaltigen Nutzung, auch positiv für eine Art sein. Die Schraubenziege war unter anderem durch Wilderei wegen des Fleisches und der Hörner bedroht; 1994 gab es in Pakistan nur noch 700 Tiere. Seit 1992 sind alle Unterarten in Anhang I von CITES gelistet und 1998 wurde innerhalb der Konvention ein Programm initiiert das eine streng regulierte Trophäenjagd erlaubt. Dieses Programm wird von lokalen Dorfgemeinschaften umgesetzt und kontrolliert und das erwirtschaftete Geld fließt in den Schutz der Art und die Dorfgemeinschaften. Bis 2010 wurden 2 Millionen USD erwirtschaftet und die Population ist in Pakistan wieder auf 4.000 Tiere gestiegen. 2015 wurde die Art von der IUCN von „Endangered (stark gefährdet)“ auf „Near Threatened (potenziell gefährdet)“ heruntergestuft. Weitere Beispiele, bei denen der Handel mit Wildtieren zum Erhalt der Art beigetragen hat, sind Vicugna vicugna und Strombus gigas.
Des Weiteren wird der Wildtierhandel für die Einschleppung von Krankheitserregern verantwortlich gemacht. Dies bedroht laut Studien einige Amphibien. Unter anderem wird zum Zweck einer Rettung des Feuersalamanders in Deutschland eine Beschränkung des Wildtier-Imports empfohlen.